# نجیب بارور
نجیب بارور (زادهٔ ۱۳۶۴ در کابل) شاعر و نویسنده تاجیک‌تبار اهل افغانستان است. کودکی او در دوران جنگ شهروندی و ناآرامی و آشوب سپری شد و با روی کارآمدن طالبان چند سالی نتوانست تحصیلات خود را ادامه دهد تا این که با سرنگونی گروه یادشده در سال ۱۳۸۱ خورشیدی، دوباره دانش اندوزی را پی گرفت و سال ۱۳۸۸ خورشیدی، در ۲۴ سالگی از لیسه (دبیرستان) خواجه عبدالله انصاری فارغ‌التحصیل شد. سپس او با پذیرش در دانشگاه مشعل تا مقطع کارشناسی در رشتهٔ علوم سیاسی درس خواند.

## پیشینه کاری
نجیب بارور در کارنامه هنری و فرهنگی خود پیشینه کار در سمت‌های زیر را دارد:
- کانون علمی و تحقیقات اسلامی افغانستان
- مدیریت اجرایی فصلنامهٔ علمی الارشاد
- مشاور فرهنگی ریاست اجرائیهٔ جمهوری اسلامی افغانستان
- ریاست فرهنگی بنیاد مارشال
- مدیر مسئول هفته نامه کابل
- وزارت تجارت و صنایع

## اظهارات دربارهٔ خامنه‌ای
در فروردین ۱۴۰۳، بارور در مراسم شعرخوانی بیت سید علی خامنه‌ای، در اظهاراتی مناقشه‌برانگیز از او به عنوان «رهبر تمام فارسی‌زبانان جهان» نام برد.

## آثار
تاکنون کتب زیر از نجیب بارور زیر چاپ رفته‌اند:
1. نام دیگر کابل
2. سه‌عکس جدا افتاده
3. هندوکش بی‌اقتدار
4. مرزها دیگر اساس دوری ما نیستند
5. خراسان‌ها

## نمونه شعر
| هر کجا مرز کشیدند، شما پُل بزنید      |
| حرف تهران و سمرقند و سرپل برنید      |
| هر که از جنگ سخن گفت بخندید بر او    |
| حرف از پنجرهٔ رو به تحمل بزنید        |
| نه بگویید، به بت‌های سیاسی نه، نه!    |
| روی گور همهٔ تفرقه‌ها گل بزنید         |
| مشتی از خاک بخارا و گِل از نیشابور    |
| با هم آرید و به مخروبهٔ کابُل بزنید    |
| دخترانِ قفس افتادهٔ پامیرِ عزیز         |
| گُلی از باغ خراسان به دو کاکُل بزنید   |
| جام از بلخ بیارید و شراب از شیراز    |
| مستیِ هر دو جهان را به تغزّل بزنید     |
| هر کجا مرز، ببخشید که تکرار آمد      |
| فرض با این که کشیدند، دو تا پُل بزنید |
| — نجیب بارور                         |